# Лі Чао
Лі Чао (кит.: 李超; піньїнь: Lǐ Chāo; нар. 21 квітня 1989 в Тайюань, Шаньсі) — китайський шахіст, гросмейстер з 2007 року. 
 У складі збірної Китаю двічі срібний призер командних чемпіонатів світу з шахів 2011 та 2013 років, а також переможець командного чемпіонату Азії 2012 року.
Його рейтинг на березень 2020 року — 2683 (50-те місце у світі, 6-те у Китаї).
Хороший друг і секундант Ван Юе, якого він знає з дитинства.

## Кар'єра
Лі Чао розпочав грати в шахи в шість років.
2005 року посів 6-е місце на чемпіонаті світу серед юніорів, що проходив у Стамбулі.
У серпня 2007 року, набравши 8½ з 9, виграв Скандинавський шаховий турнір, що проходив у шведському місті Табі. У вересні того ж року виграв четвертий IGB Дато Артур Тан Малайзія оупн, який проходив у місті Куала Лумпур. Переміг на турнірі Кубок президента в Манілі, що проходив від 21 до 29 листопада 2007 року.

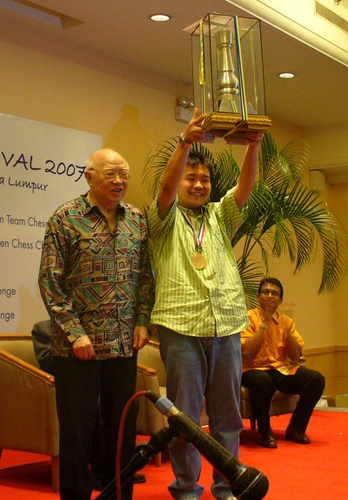
Лі Чао (справа) виграв четвертий Дато Артур Тан оупн у 2007 році. Зліва — Дато Тан Чім Нан

2007 року здобув звання гросмейстера. Свої три гросмейстерські норми виконав на таких турнірах:
- 2005 рік — чемпіонат світу серед юніорів у Стамбулі; 8.5/13;
- Аерофлот опен 2007 року, турнір групи A1 у Москві; 4.5/9;
- Круговий турнір Озеро Севан (12-а категорія) в Мартуні, де набрав 5.5/9, поділивши 1-е місце з Юрієм Вовком і Гітою Гопалом.

У квітні 2008, набравши 7/9, поділив 1-е місце на десятому Дубай опен (на тайбрейку став четвертим).
В травні 2008 року з результатом 8.0/11 поділив 1-е місце (на тайбрейку також 1-е) на другому Philippine International Open.
У серпні того ж року виграв 5-й IGB Дато Артур Тан Малайзія Опен, набравши 9/11.
У наступному місяці взяв участь у 5-му матчі Росія-Китай у місті Нінбо, де набрав 3/5.
На Кубку світу 2009, який проходив у Ханти-Мансійську (Росія), досягнув третього кола, де поступився Вугару Гашимову, після того як не з'явився вчасно на другу гру тайбрейку у швидкі шахи, оскільки курив.
2010 року виграв Корус (турнір C) (15 — 31 січня) набравши 10/13. Ця перемога дозволила йому кваліфікуватись на Корус 2011 (турнір B), пізніше перейменований на Тата Стіл Чесс (турнір B). Через кілька місяців, у квітні 2010, Лі Чао впевнено переміг на 48-му Doeberl Cup, який проходив у Канберрі (Австралія).
На Тата Стіл Чесс 2011 (турнір B) набрав 6/13 посівши 9-е місце. Виграв шаховий турнір на Літній універсіаді 2011 у Шеньчжені, де з результатом 8,5/9 на два очки випередив цілу групу переслідувачів серед яких були його співвітчизники Ван Хао і Ван Юе. У жовтні 2011 року виграв Відкритий чемпіонат Індонезії, який проходив у Джакарті, на тайбрейку перемігши Сурью Гангулі. Взяв участь у Кубку світу 2011, де його вибив у першому колі Нгуєн Нгок Чионг Шон.
Поділив 1-е місце з Юєм Яньї на 2-му відкритому чемпіонаті Індонезії у 2012 році, але на тайбрейку став 2-м. Переміг на Чемпіонаті Азії 2013, що проходив у Манілі й ця перемога дала йому путівку на Кубок світу з шахів 2013. На ньому він здолав у першому колі Євгена Постного, але в другому поступився Анішу Гірі.
2014 року виграв Рейк'явік опен з результатом 8.5/10.
У березні 2015 року лі Чао виграв 31-й Каппель-ла-Гранд опен. За цим успіхом йшла перемога на 19-му Некар опені в Дайцизау з результатом 8.5/9. У серпні 2015 року, в місті Сегеді (Угорщина), зіграв матч із 6 партій проти угорського гросмейстера Петера Леко і переміг у ньому з рахунком 4-2 (+2-0=4). Зіграв за команду «Сибір» (разом із Володимиром Крамником, Левоном Ароняном, Олександром Грищуком, Ван Юе та ін.), яка виграла Клубний кубок Європи 2015, що проходив у Скоп'є.

### 2017
У лютому 2017 року з результатом 4½ з 9 очок (+2-2=5) Лі Чао розділив 9-12 місця на першому етапі серії Гран-Прі ФІДЕ 2017 року, що проходив в м. Шарджа.
У липні 2017 року розділив 4-10 місця на третьому етапі серії Гран-Прі ФІДЕ 2017 року, що проходив у Женеві. Його результат 5 очок з 9 можливих (+2-1=6).
У листопаді 2017 року з результатом 4 очки з 9 (+1-2=6) розділив 13-15 місця на четвертому етапі серії Гран-Прі ФІДЕ 2017 року, що проходив у Пальма-де-Майорці. У загальному заліку серії Гран-прі ФІДЕ 2017 року Лі Чао, набравши 91 очко посів лише 16-те місце.

## Зміни рейтингу
| На цьому місці має відображатися графік чи діаграма, однак з технічних причин його відображення наразі вимкнено. Будь ласка, не видаляйте код, який викликає це повідомлення. Розробники вже працюють для того, щоби відновити штатне функціонування цього графіка або діаграми. | |
| | На цьому місці має відображатися графік чи діаграма, однак з технічних причин його відображення наразі вимкнено. Будь ласка, не видаляйте код, який викликає це повідомлення. Розробники вже працюють для того, щоби відновити штатне функціонування цього графіка або діаграми. |